# Петров, Виктор Алексеевич
Виктор Алексеевич Петров (1941—2022) — советский и российский учёный и педагог  в области математики, организатор науки и образования, кандидат физико-математических наук (1968), профессор (1989). Ректор (1992—2007)
и президент (2007—2017) Смоленского государственного университета. Заслуженный работник высшей школы Российской Федерации (2000).

## Биография
Родился 9 мая 1941 года в деревне Карпово Тёмкинского района, Смоленской области.
В 1959 году после окончания Тёмкинской районной средней школы с золотой медалью
поступил на физико-математический факультет Смоленского государственного педагогического института.
В 1964 году по окончании института поступил в аспирантуру Смоленского государственного педагогического института, где обучался под руководством профессора М. Б. Балка. В 1968 году защитил диссертацию на соискание учёной степени кандидат физико-математических наук по теме: «Граничные свойства полианалитических функций». C 1968 года на научно-исследовательской работе в Смоленском государственном педагогическом институте в качестве преподавателя и доцента. В 1971 году был назначен деканом физико-математического факультета, одновременно с 1978 года являлся секретарём партийного комитета института. В 1982 году был назначен проректором Смоленского государственного педагогического института по учебной работе. В 1973 году В. А. Петрову было присвоено учёное звание доцент, а в 1989 году — профессор.
С 1992 по 2007 год являлся  ректором Смоленского государственного университета, а с 2007 по 2017 год был избран  президентом этого университета. С 2017 по 2020 год являлся учёным секретарём Учёного совета Смоленского государственного университета. По инициативе Петрова институт педагогического профиля был преобразован в университет, при его участии был создан диссертационный совет, были открыты новые направления в подготовке высококвалифицированных кадров. Петров был автором более ста научных работ в области методики преподавания математики в средней и высшей школе.
Скончался 8 апреля 2022 года в Смоленске, похоронен на кладбище недалеко от деревни Рай Смоленского района.

## Награды
- Орден Дружбы народов (1981)
- Орден Почёта (1996)
- Заслуженный работник высшей школы Российской Федерации (2000)[3].